# Phelsuma kely
Phelsuma kely là một loài thằn lằn trong họ Gekkonidae. Loài này được Schönecker, Bach & Glaw mô tả khoa học đầu tiên năm 2004.